# 泰氏新海鯰
泰氏新海鯰為輻鰭魚綱鯰形目海鯰科的其中一種，分布於巴布亞紐幾內亞Fly河上游流域，體長可達40公分，棲息在水質混濁的河川上游，屬雜食性，以植物及昆蟲為食。

## 擴展閱讀
維基物種上的相關：泰氏新海鯰